# Kodomo
Kodomo (子供?) es una palabra del idioma japonés cuyo significado es «niño». Sin embargo, en el ámbito del manga y del anime se emplea para referirse a un público infantil. La demografía kodomo se distingue por la ausencia de fanservice u otros elementos destinados a audiencias más adultas. Las historias están caracterizadas por el uso de temas y conceptos para los niños y la familia.

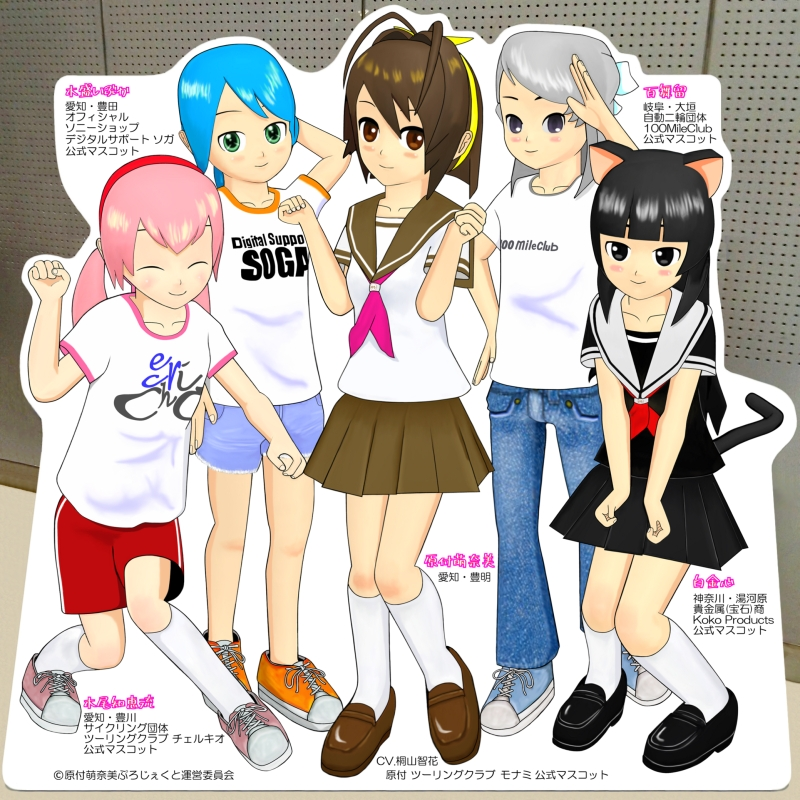
Personajes infantiles del kodomo

Algunos ejemplos de series kodomo son: Heidi, Doraemon, Hamtaro, y Bakugan Battle Brawlers.

## Historia
El inicio del manga kodomo se remonta a finales del siglo diecinueve, cuando las revistas comenzaron a incluir mangas cortos de alrededor de 15 páginas, como parte del esfuerzo durante la era Meiji para incentivar a los jóvenes a leer. En cuanto al anime para niños, un hito importante que contribuyó a su popularidad fue la creación de Astro Boy por parte de Osamu Tezuka, quien a menudo es considerado "el padre del anime".
El manga y anime kodomo puede dividirse en cuatro categorías. La primera categoría consiste en adaptaciones de historias de occidente, como World Masterpiece Theater. Son mayoritariamente series de televisión populares, pero que no reflejan el estilo tradicional de animación japonesa, sino que parten del estilo de clásicas caricaturas estadounidenses o rusas. La segunda categoría consiste de adaptaciones de obras japonesas y otras obras originales, por ejemplo Doraemon. En ellas es frecuente el uso de juegos de palabras y referencias a la sociedad japonesa, los cuales pueden resultar difíciles de entender para audiencias de otros países. En algunos aspectos son similares a la animación estadounidense.
La tercera categoría, llamada joji-muke (女児向け?  lit. "para niñas"), incluye manga y anime para niñas pequeñas, por ejemplo Hello Kitty. La cuarta categoría, la cual es similar al shōnen, está relacionada con franquicias populares de videojuegos y juguetes, y cuenta con el mayor éxito comercial. Revistas de manga kodomo como CoroCoro Comic y Comic BomBom publican para un público de niños, especialmente aquellos de escuela primaria, aunque otras se enfocan en obras para niñas, como la revista Pucchigumi. Los manga kodomo más populares suelen ser adaptados al medio del anime, acompañados a su vez por una multitud de productos relacionados (juguetes, coleccionables, etc.).

## Premios
Los premios Shogakukan Manga Award y Kodansha Manga Award incluyen una categoría de manga para niños. El primero de estos incluyó la categoría por primera vez en 1981.